# Frank Noë
Frank Noë (1959) is een Nederlands schrijver. Zijn roman Het gemaal werd genomineerd voor de Libris Literatuur Prijs 2001. In het boek Luca (Uitgever Querido, 2006) verwerkte hij zijn eigen ervaringen met de opvang van uit het huis geplaatste kinderen.

## Werken
- De prooi (1995)
- Noorderzon (1998)
- Het gemaal (2000)
- Mijn favoriete litteken (2001)
- g (2002)
- Daki in Afrika (2005)
- Luca (2006)
- Spellbound (2009)
- De vijfde dag (2016)